# Dèvè
Dèvè è un arrondissement del Benin situato nella città di Dogbo (dipartimento di Kouffo) con 9.376 abitanti (dato 2006).